# Shimon Watanabe
Shimon Watanabe (渡邉 志門 Watanabe Shimon?, nacido el 10 de diciembre de 1990 en Hiroshima) es un futbolista japonés que se desempeña como defensa.

## Trayectoria

### Clubes
| Club                    | País      | Año         |
| ----------------------- | --------- | ----------- |
| Leven Pro               | Japón     | 2013        |
| North Star FC           | Australia | 2014        |
| Far North Queensland FC | Australia | 2015 - 2016 |
| Azul Claro Numazu       | Japón     | 2017        |

## Estadística de carrera

### J. League
| Club              | Año   | J. League | J. League | Copa J. League | Copa J. League | Total | Total |
| Club              | Año   | Part.     | Goles     | Part.          | Goles          | Part. | Goles |
| ----------------- | ----- | --------- | --------- | -------------- | -------------- | ----- | ----- |
| Azul Claro Numazu | 2017  | 2         | 0         | -              | -              | 2     | 0     |
| Total             | Total | 2         | 0         | 0              | 0              | 2     | 0     |